# Carlos Arroyo
Carlos Alberto Arroyo Bermúdez (Fajardo, 30 de julho de 1979) é um basquetebolista profissional porto-riquenho que atualmente joga no Leones de Ponce.